# Körperbemalung

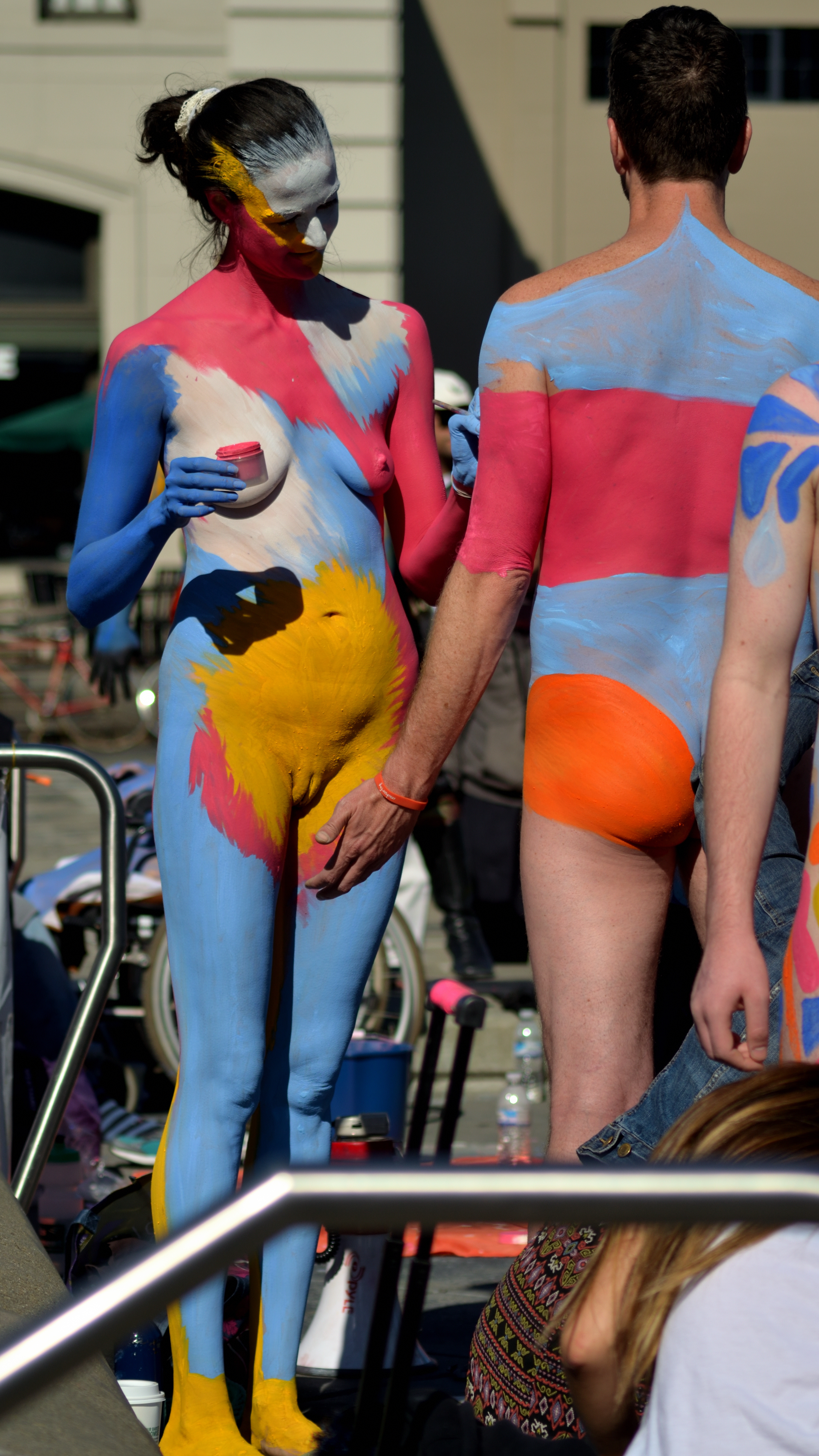
Body painting

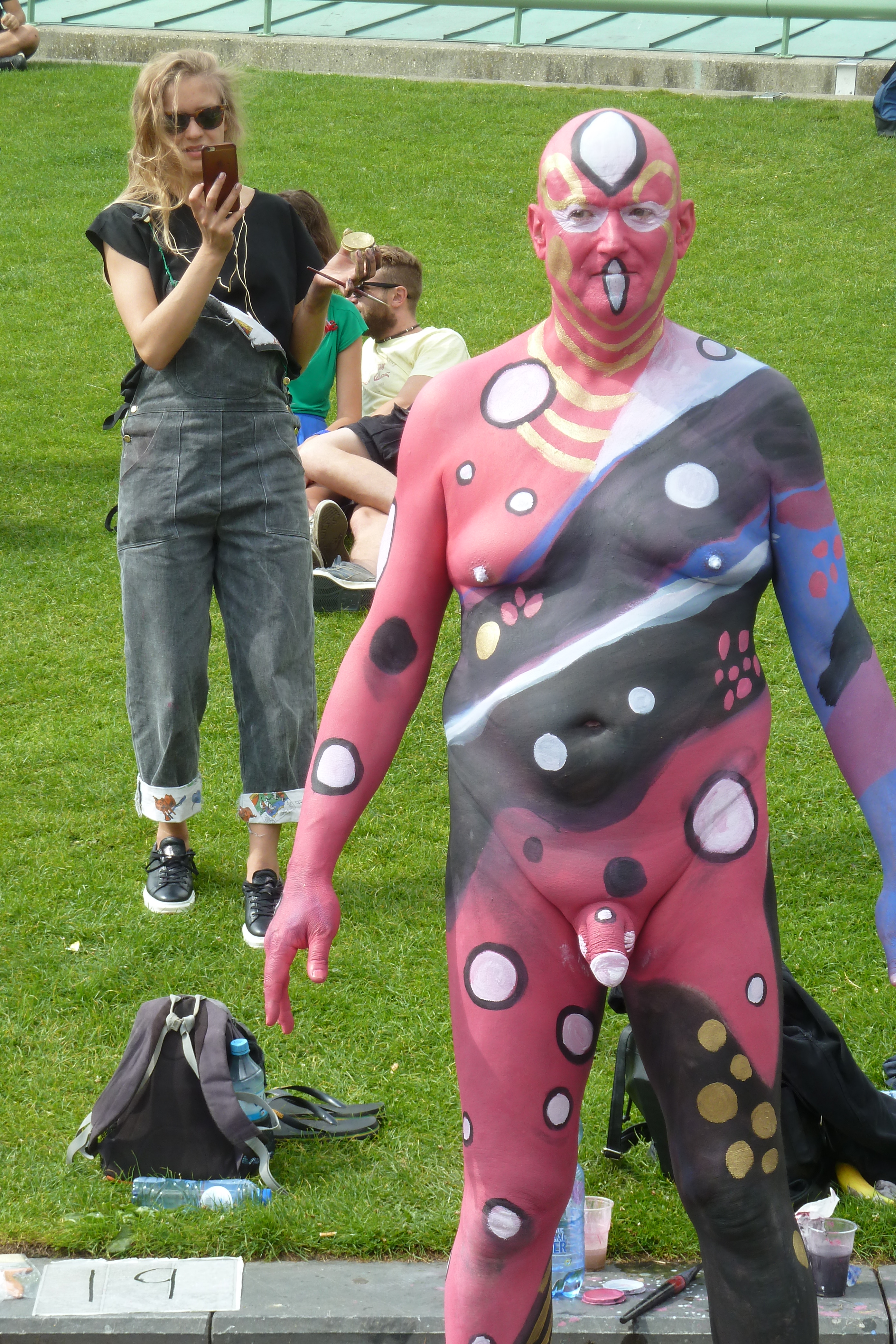
Bodypainting: nackter Mann voll bemalt, auch die Genitalien

Körperbemalung (englisch body painting [ˈbɒdiˌpeɪntɪŋ]) ist eine Form von Körpergestaltung. Dabei wird Farbe direkt auf die Haut aufgetragen. Die Körperbemalung hält sich ein paar Stunden bis zu mehreren Wochen (bei Henna-Tattoos), ist jedoch im Gegensatz zur Tätowierung nicht permanent.

## Geschichte der Körperbemalung

### Ursprünge
Das Bemalen des Körpers mit farbigen Materialien gibt es in der Menschheitsgeschichte schon seit Urzeiten. Die Steinzeitmenschen malten mit Erdfarben: mit Ocker, dem schwarzen Manganoxid oder mit der Holzkohle. Sie malten mit Tierhaaren, die sie an Stöcke banden, oder sie trugen die Farben gleich mit der Hand auf.
Gewonnen wurden diese natürlichen Pigmente aus farbigen Erden. Diese Pulver vermischte man mit einem Bindemittel wie Wasser und pflanzlichen Ölen oder tierischen Fetten. Die Verwendung der Farben ist aus Funden in Höhlen wie der „Grotte Chauvet“ in Südfrankreich, die zu den bedeutendsten „Bilderhöhlen“ der Welt zählt, belegt.
Eine große Bedeutung besaß die Körperbemalung bei den Indianern. Die Bemalung galt als Maßstab für die Wertschätzung innerhalb der Gruppe. Sie gab Auskunft über die Verdienste eines Mannes bei der Jagd und im Krieg. Die Farbe Rot galt als Farbe des Krieges und symbolisierte den Erfolg, während die Farbe Blau (z. B. bei den Cherokee) Niederlage und Schwierigkeiten verkörperte.
Bei den Ureinwohnern in Papua-Neuguinea wurden das Gesicht und der Körper zu festlichen Anlässen wie Initiationsfeiern, Totenfesten, Jagdzügen oder Heilungszeremonien bemalt. Die Bemalung wurde als ästhetisch empfunden und signalisierte die soziale Stellung eines Stammesmitgliedes.
Mögliche Bedeutungen dieser Zeichen sind:
- Schmuck des Körpers, (zum Gesicht siehe Gesichtsbemalung)
- Schutz vor äußeren Einflüssen, Dämonen und Magie
- Schutz des Körpers vor Insekten
- medizinisch-hygienischen Zwecke
- Tarnung
- Trauer
- Kriegsbemalung

### Kriegsbemalung

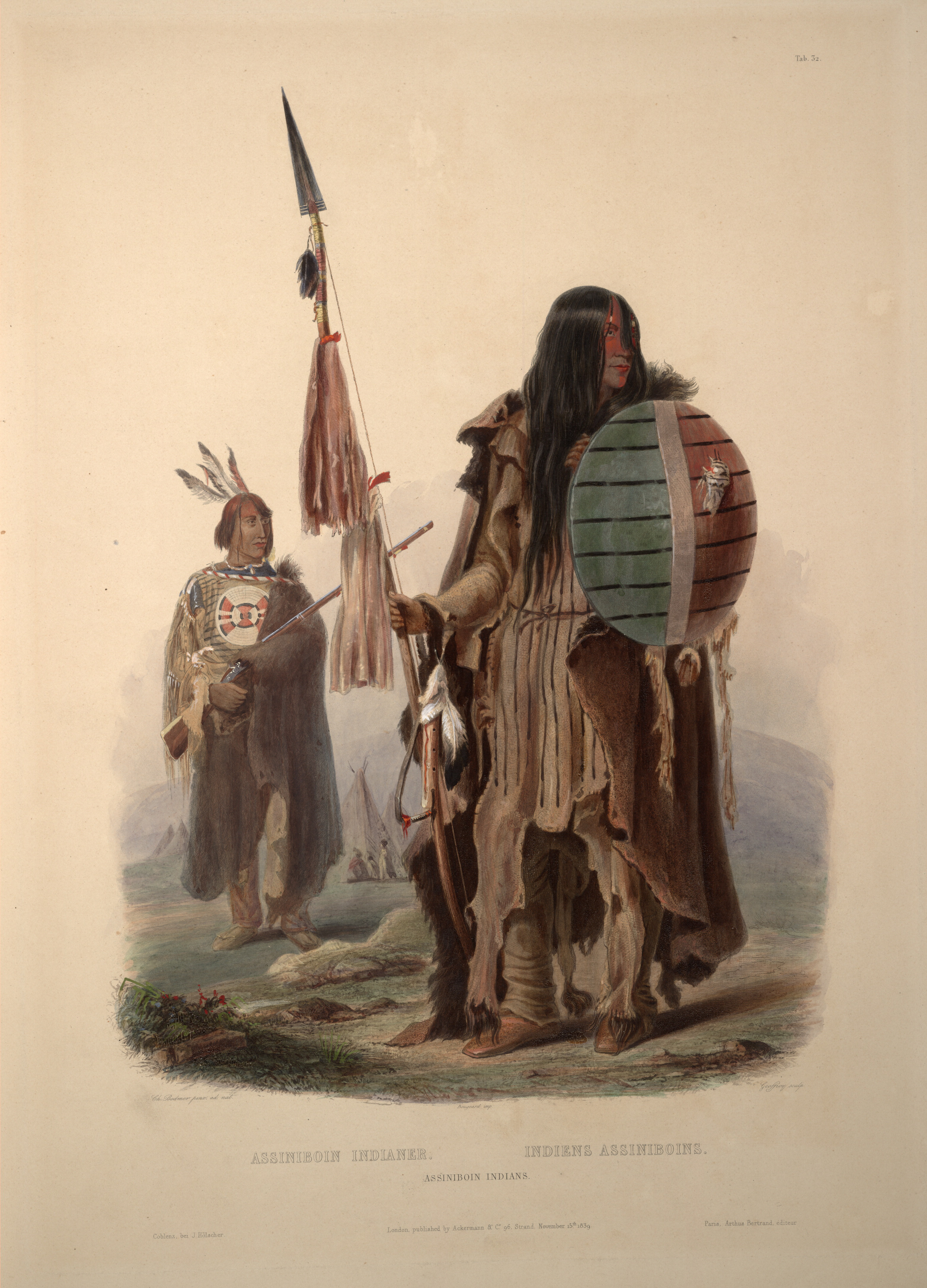
Assiniboin mit Kriegsbemalung

Die Tradition der Kriegsbemalung ist alt und existierte in fast allen Kulturen der Erde. Schon die Pikten, Britannier und Gallier färbten sich das Gesicht mit blauer Farbe. Die Kriegsbemalung erfolgt, um sich ein furchterregendes Äußeres zu geben und so den Gegner zu verunsichern und ihm Angst einzuflößen. Die Kriegsbemalung ist somit eine alte Form der psychologischen Kriegführung. In Europa wurde oftmals Waid für blaue Farbe verwendet. Viele germanische Stämme zogen vollständig schwarz bemalt in den Kampf. Indianer benutzten rote Erdfarben, was ihnen die abfällige Bezeichnung „Rothäute“ eintrug. Später, als die amerikanischen Ureinwohner über Pferde verfügten, bemalten sie auch diese mit Symbolen. Noch verwenden die steinzeitlich lebenden Papua in Papua-Neuguinea eine persönliche Bemalung.
Anonymität ist bei der Kriegsbemalung ein nicht zu unterschätzender Faktor. Wenn ein Stamm seine Nachbarn überfällt, kann den Opfern das Gesicht des Aggressoren bekannt sein. Vorher ist man sich an den Wasserstellen, beim Handel, bei Festen und Feiern oder bei anderen Gelegenheiten begegnet. Mit Bemalung verwandelt er sich in einen Fremden. In modernen Armeen wird zur Tarnung des Gesichtes Tarnschminke genutzt.

### Gegenwart

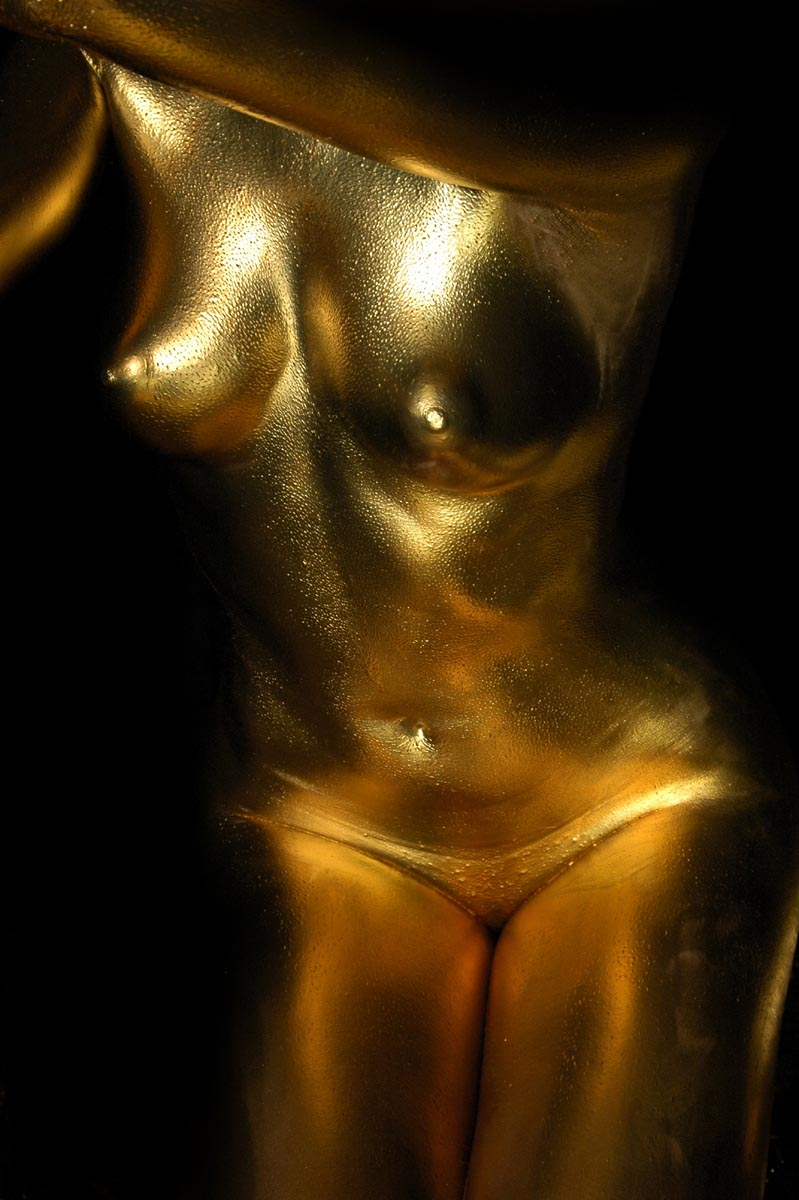
Gleichmäßige Körperbemalung mit Metallic-Farbe

In der westlichen Welt entwickelte sich bei Zirkuskünstlern eine besondere Form der Körperbemalung, die bekannteste Form dürfte der Clown sein.
In den 1960er Jahren kam es in der modernen westlichen Welt zu einem Wiederaufleben der Körperbemalung durch Body-Art. Der Körper wird als Medium oder Kunstobjekt angesehen, unterstützt von der Liberalisierung und der Freizügigkeit der damaligen Bewegung (siehe Hippie).

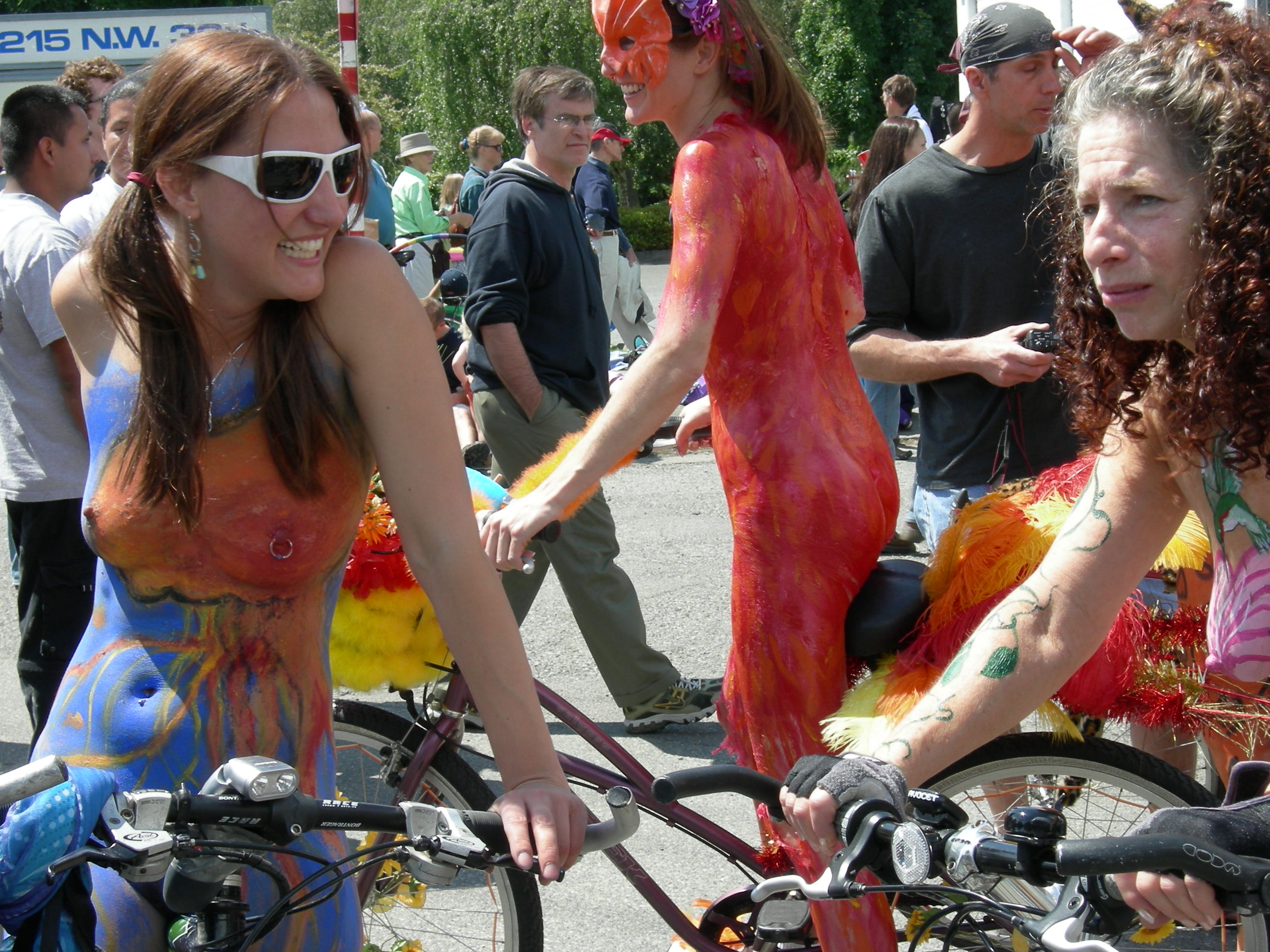
Körperbemalung bei Radfahrerinnen (auf der Fremont Solstice Parade)

Körperbemalungen werden bei Fußballspielen oder Rave-Veranstaltungen getragen. Kinder bemalen sich auf Festen und Geburtstagen das Gesicht. Seit den 1990er Jahren sind Henna-Tattoo bei Jugendlichen der westlichen Welt in Mode.
Am 12. Oktober 2001 gründete Alex Barendregt in Österreich die Europäische Bodypaintervereinigung ebpa (European Body Painting Association). Aufgrund der inzwischen internationalen Beteiligung von Körperbemalern benannte sich die ebpa 2004 in World Bodypainting Association (WBA) um. Diese veranstaltet auch die Weltmeisterschaft der Körper- und Gesichtsbemalung in Österreich. Es gibt unter dem Patronat der WBA auch weltweit ähnliche Veranstaltungen zum Thema.
Die größte und wichtigste Veranstaltung zur Körperbemalung ist das „World Bodypainting Festival“, die Weltmeisterschaft der Körperkünstler. Austragungsort ist seit 2017 Klagenfurt am Wörthersee (Österreich). (1998–2010: Seeboden am Millstättersee; 2011–2016: Pörtschach am Wörthersee.) In 12 Kategorien werden die Weltmeisterschaftstitel sowie weitere Special und Amateur Awards vergeben.
In Heringsdorf auf Usedom wurde im August 2023 das Heringsdorfer Bodypainting-Festival veranstaltet. Der amtierende Bodypainting-Weltmeister Enrico Lein war unter den Künstlern und gewann unter sieben Models mit seiner „Waldfee“.

#### Politische Themen
Beim Naked Bike Ride im Zuge der Juni-Ausgabe der Critical Mass, um die Verletzlichkeit von Radfahrenden zu demonstrieren (Wien 2009, Graz 2015, auch in Salzburg) werden die Körper mit Malereien verziert oder mit Texten versehen.
Bei einer Aktion am 19. August 2017 in einer Halle der Messe Wien wurde von Weltmeisterin Gabriela Hajek-Renner einem 60-köpfigem Team in knapp acht Stunden ein weltrekordgroßes 3D-Bild aus 253 Personen auf 187 Quadratmetern geschaffen. Die am Boden Liegenden und am Rand auch Stehenden bilden laut Initiator Michael Szirota eine intakte Unterwasserlandschaft ab, die aus 10 m Höhe fotografiert am Reefcalendar 2018 gedruckt wurde. Die Aktion diente der Mahnung zur Umweltbelastung.

## Islam

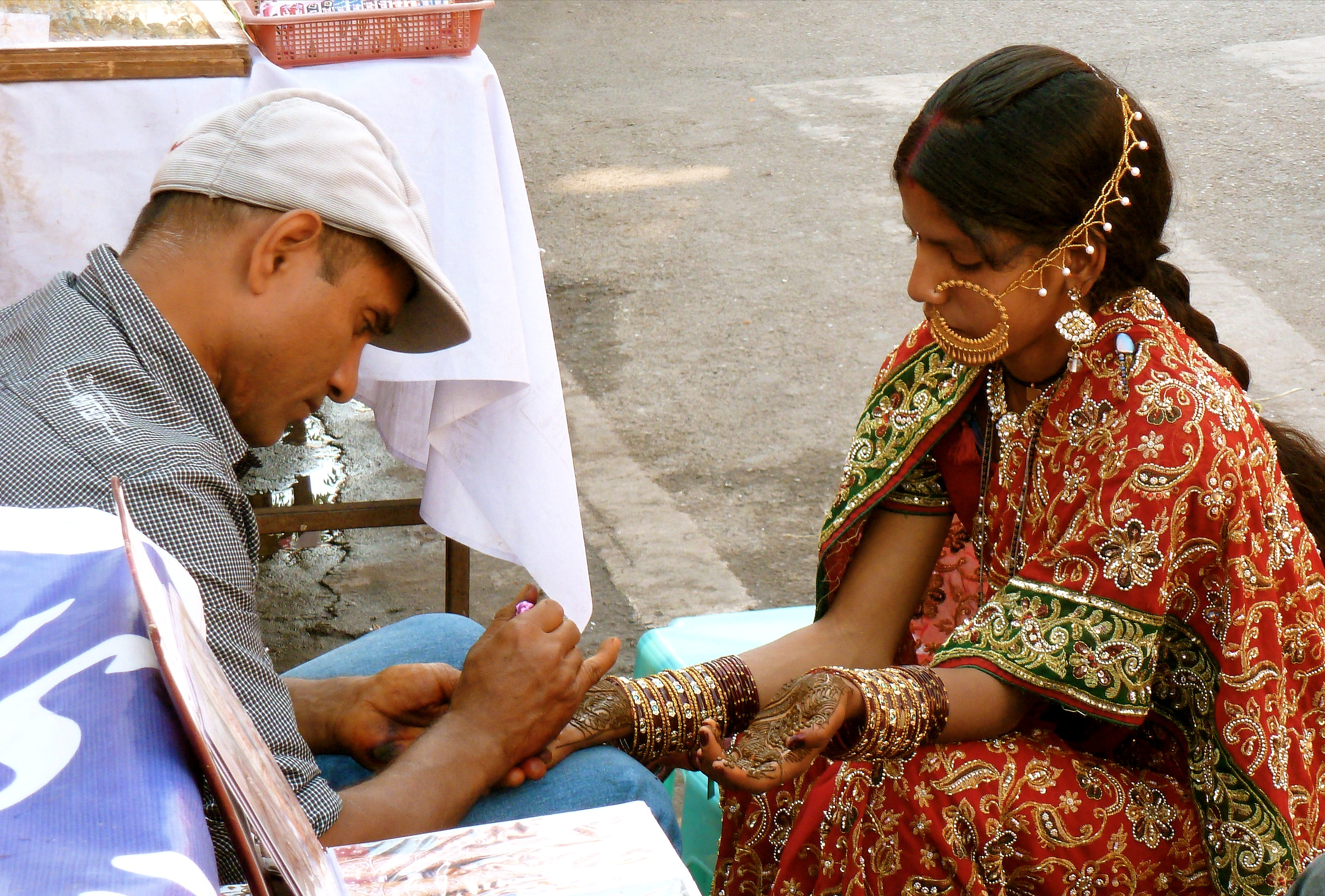

Die Form des halbpermanenten Bemalens des Körpers mit Henna hat ihren Ursprung in Nordafrika und dem Nahen Osten. Sie verbreitete sich mit den islamischen Eroberungen über Indien und Südostasien bis nach Indonesien. Neben der Körperbemalung mit Henna gibt es auch die Bemalung mit wasserfesten Galltinten, Harkus (Nordafrika) oder Khidab (Jemen) genannt, die auch oft zusammen angewendet werden. Wegen des schwarzen Aussehens der Bemalung wurde es von Berichterstattern, meist sehr ungenau, als schwarzes Henna beschrieben oder damit verwechselt.

## Ablauf

### Australien

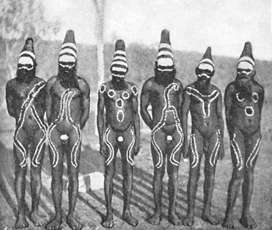
Arrernte-Männer, teilweise dekoriert wie bei einem Corroboree

In den mythischen Vorstellungen der Aborigines schufen die Schöpfungsfiguren die Menschen, die Tiere, die Pflanzen und die Vögel und sie schufen die Landschaft und den Geist. Diese geschaffene Wirklichkeit und die dahinterstehende Geister setzten Regeln und diese Regeln müssen beachten und gepflegt werden. Regeln werden gelebt und fortgesetzt, indem die Aborigines ihre Cooroborees abhalten. Die Aborigines halten diese Regeln, die sie wie Gesetze betrachten, mit der Abhaltung von Cooroborees ein und dadurch lebt auch die Traumzeit (auch dreamtime genannt) weiter, wobei Teile der Cooroberees auf die Schöpfungsgeschichte der Traumzeit zurückgehen.
In dieser traditionellen Zeremonie, eine Veranstaltung mit Tanz, Musik und Gesang, tragen die Aborigines Körperbemalung, die sie in die Lage versetzt, den Kontakt zu ihren Schöpfungsfiguren aufrechtzuerhalten. Die Farben, die dabei aufgetragen werden, stammen teilweise aus Vorkommen, die seit Jahrtausenden dafür verwendet wurden. Es wurde festgestellt, dass diese Farben auch für die Felsenmalerei verwendet wurden, die Tausende von Kilometern entfernt geschaffen wurde.

### Neuseeland

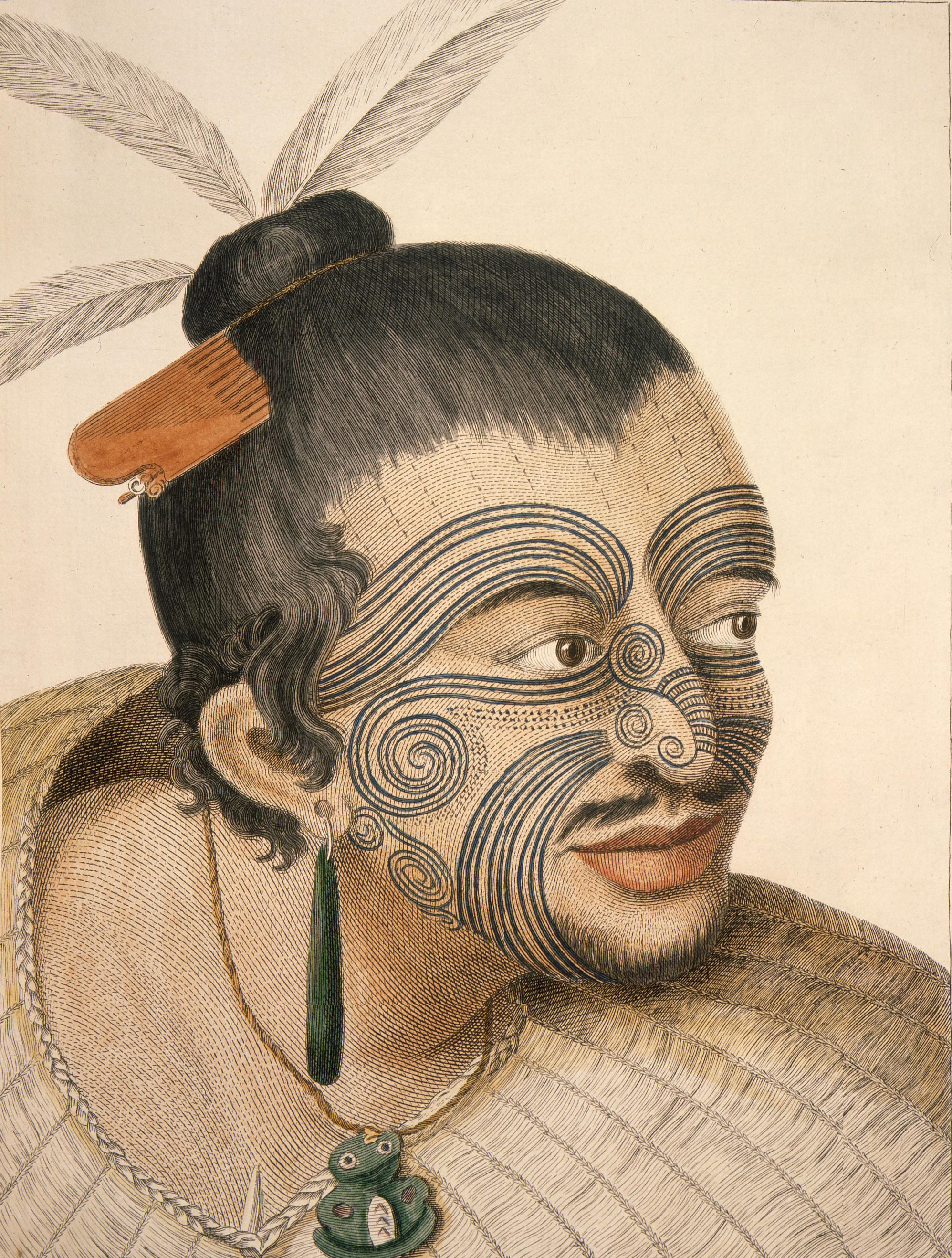
Māori mit Moko

Bei den Māori in Neuseeland zeigen die „Moko“ Ornamente in den Gesichtern, zu welchem Stamm sie gehören. Eingeweihte können darin lesen, welches Ansehen der Träger genießt und wer seine Ahnen waren.
Die Ornamente wurden früher mit geschärften Tierknochen und kleinen Hämmerchen unter die Haut gebracht. Als Farbe wurde eine Mischung aus Kokosöl, gestampften Pflanzenteilen, fein gemahlenem Stein und Ruß verwendet. Heute werden westliche Tätowierungstechniken angewandt oder, für touristische Vorführungen, Farbe auf das Gesicht gemalt, die einer echten Tätowierung sehr ähnlich ist.

### Japan

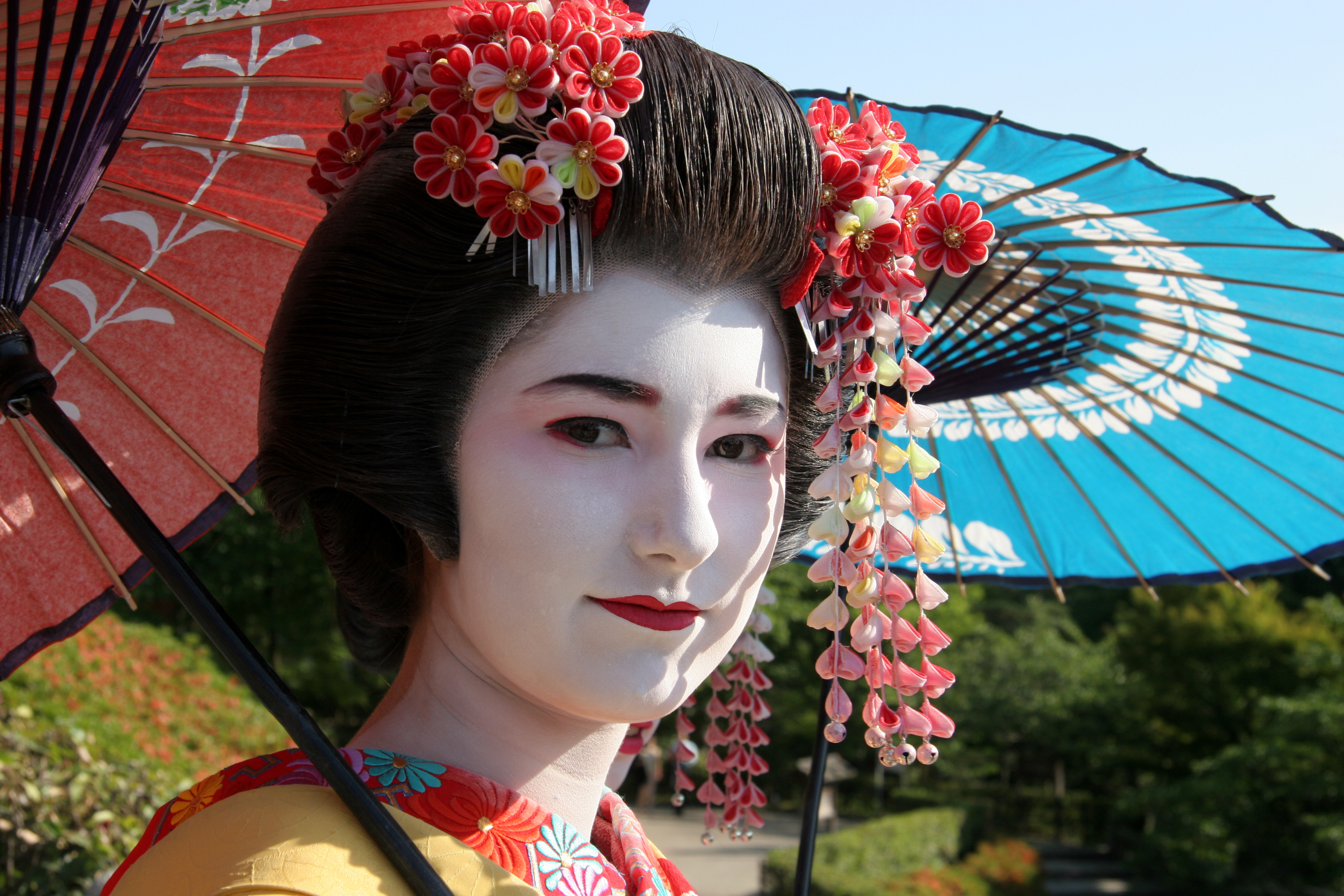
Japanische Geisha

Körperbemalung spielt auch in Japan bei den Kabuki-Schauspielern eine Rolle. Hier wird die Schminke sehr dick und grell aufgetragen. Sie verdeckt das ursprüngliche Gesicht und zeichnet den darzustellenden Charakter auf dem Gesicht des Schauspielers. Männer spielten früher im Kabuki-Theater alle Frauenrollen. Das war nur mit guter Schminke möglich.
Auch für Geishas ist die Bemalung des Gesichts typisch. Die dicke weiße Gesichtsfarbe verdeckt alle Falten, der rote Mund täuscht Jugendlichkeit vor. Dadurch können sich Geishas auch in hohem Alter die visuelle Ästhetik erhalten, die für die große Kunst der traditionellen japanischen Unterhaltung, des Tanzes und Gesangs notwendig ist.

### Indien

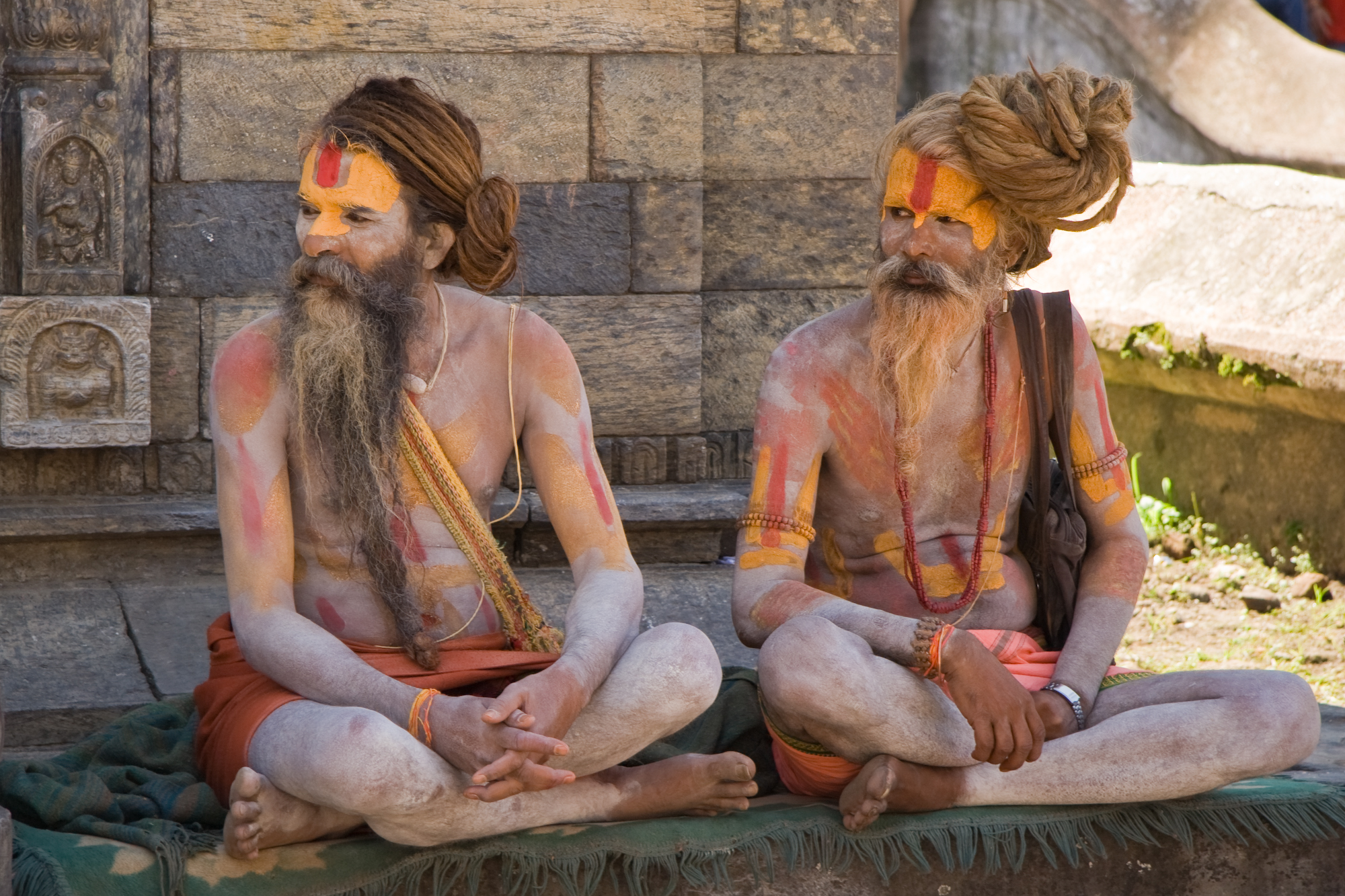
Sadhus in Kathmandu

In Indien sowie anderen hinduistisch geprägten Ländern Südasiens leben Sadhu genannte asketische Mönche. Diese gehören verschiedenen hinduistischen Orden an und pflegen ein einfaches und bescheidenes Leben. Während die meisten die Körperbemalung auf Stirnzeichen beschränken, bestreichen einige auch den Körper mit Asche oder anderen Substanzen. Viele Sadhus bekleiden sich oft nur mit einem Lendenschurz.

## Techniken
Es existieren mehrere Arten von Körperbemalungstechniken. Mit Airbrush kann man auf den dreidimensionalen Körper leicht neue Akzente auftragen.
Fett- oder Cremeschminken – „Supracolor“ – sind atmungsaktiv, ungiftig und können mit Pinsel oder Schwamm aufgetragen werden. Abwaschbar. Nass-Schminke bleibt wischfest wenn sie abgepudert oder mit Fixativ behandelt wird. Nassschminke oder Aquacolor eignet sich für großflächige Körpermalerei und ist leicht zu entfernen.
Special Effects wie Glitter, UV-leuchtende Schminke, Mastix (zur plastischen Veränderung), „Dermatographen“, Prosthetics, Frisur und FX-Make-up schaffen Bilder auf und mit Körpern.

## Trivia

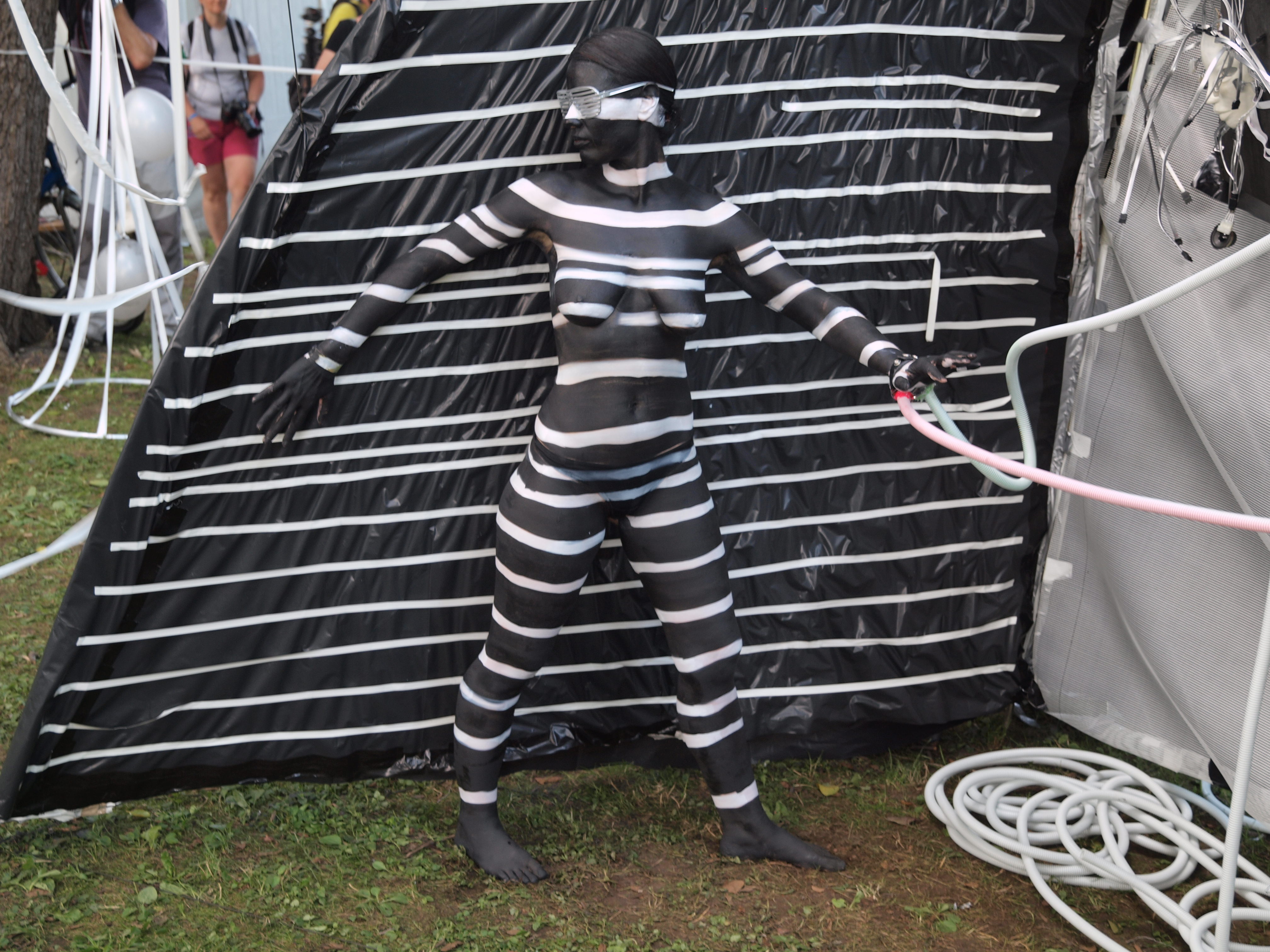
Manche Body Painting-Künstler bemalen menschliche Körper so, dass sie (bei einem bestimmten Blickwinkel und entsprechender Körperhaltung) mit einem Hintergrundbild optisch verschmelzen

Der Südtiroler Künstler und Bodypainting-Weltmeister 2012 Johannes Stötter bemalt die Körper von Menschen in einer Art und Weise, dass sie als Wahrnehmungstäuschung perfekt mit ihrer Umgebung verschmelzen oder andere Illusionen vermitteln.